# Erebia carpathicola
Erebia carpathicola är en fjärilsart som beskrevs av Popescu-gorj 1959. Erebia carpathicola ingår i släktet Erebia och familjen praktfjärilar. Inga underarter finns listade i Catalogue of Life.